# Günther Rittau
Günther Rittau   (Chorzów, 7 d'agost de 1893 - Múnic, 6 d'agost de 1971) fou un director de cinema i operador de càmera alemany.

## Biografia
Després d'estudiar ciències i química a la Politècnica de Berlín, realitzats juntament amb estudis d'arquitectura i història de l'art, Günther Rittau va treballar com a fotògraf durant la Primera Guerra Mundial. Després va començar a treballar per la productora Decla-Bioscop el 1919, on va rodar diverses pel·lícules documentals com a director tècnic del departament científic.
A la dècada del 1920 es va traslladar al cinema de ficció com a director de fotografia, on destaca el seu treball amb Fritz Lang a Els Nibelungs (en col·laboració amb Carl Hoffmann) i a Metropolis (amb Karl Freund). Lang deia de Rittau que "aborda la composició de la imatge a través de les matemàtiques".
A la dècada del 1930, a més de diverses coproduccions francoalemanyes (de vegades donant lloc a pel·lícules en versió doble en francès i alemany), Rittau va treballar amb Joseph von Sternberg (Der blaue Engel, amb Hans Schneeberger), Robert Siodmak (Tumultes i Quick) i el director francès Jean Grémillon a Gueule d'amour el 1937.
Sota el Tercer Reich, va continuar la seva activitat com a operador de càmera i després, el 1939, va passar a fer de director, dirigint algunes pel·lícules propagandístiques durant la Segona Guerra Mundial. Va continuar aquesta carrera com a director fins al 1948, quan va tornar a exercir de director de fotografia, principalment en comèdies i Heimatfilmen (pel·lícules bucòliques rurals). El final de la seva carrera també va estar marcat per la producció de nombrosos anuncis publicitaris.